# Gennadi Iwanowitsch Schatkow

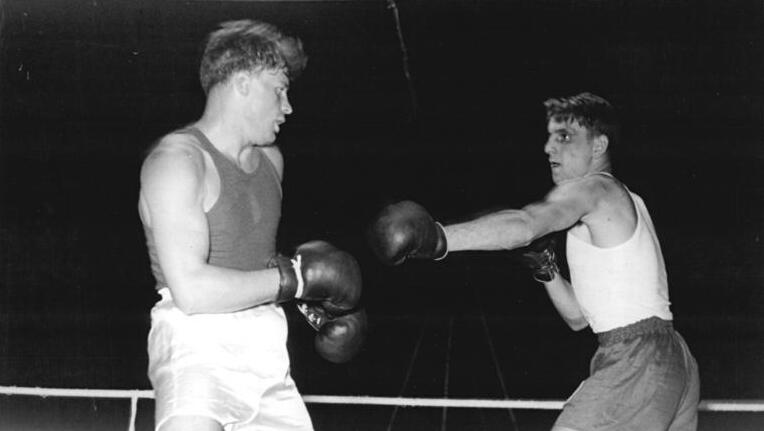
Schatkow (links) im Kampf mit dem Polen Piorkowski, 1954 in Sofia

Gennadi Iwanowitsch Schatkow (russisch Геннадий Иванович Шатков; * 27. Mai 1932 in Leningrad; † 14. Januar 2009 ebenda) war ein sowjetischer Boxer.
Schatkow war unter anderem Olympiasieger 1956 und Europameister der Amateure 1955 und 1959 jeweils im Mittelgewicht.

## Werdegang
Gennadi Schatkow begann im Alter von zwölf Jahren in einem Leningrader Pionierclub mit dem Boxen. Seine ersten Trainer waren dort A. Schdanow und Iwan Ossipow. 1949 machte er erstmals auf sich aufmerksam, als er bei der sowjetischen Jugendmeisterschaft in Rostow am Don in seiner Gewichtsklasse den dritten Platz belegte.
1951 schloss er in Leningrad die Oberschule ab und begann an der Universität von Leningrad ein Jurastudium. Als Student startete er nunmehr für „Burewestnik“ Leningrad. Im selben Jahr feierte er auch einen ersten großen Erfolg bei den Senioren. Er wurde im Halbmittelgewicht Meister von Leningrad. 1953 belegte er bei der Meisterschaft der Sowjetunion im Halbmittelgewicht den dritten Platz, und 1954 wurde er bei der gleichen Veranstaltung im Mittelgewicht schon Zweiter. Im Jahre 1955 gelang ihm dann bei der sowjetischen Meisterschaft der erste Titelgewinn. Er schlug im Finale des Mittelgewichtes Boris Nasarenko nach Punkten.
Gennadi Schatkow wurde daraufhin bei der im Mai 1955 in Berlin (West) stattfindenden Europameisterschaft eingesetzt. Der sowjetische Verbandstrainer Sergei Tscherbakow hatte seine Boxer hervorragend vorbereitet, so dass diese in Berlin alle in Bestform antraten. Gennadi Schatkow war ein ausgezeichneter Konterboxer und mit einer sehr guten Physis ausgestattet. In Berlin besiegte er im Achtelfinale Hope aus England und im Viertelfinale Zbigniew Piórkowski aus Polen überlegen nach Punkten. Im Halbfinale traf er auf Titelverteidiger Dieter Wemhöner, der in seiner Heimatstadt natürlich seinen Titel von 1953 verteidigen wollte. In einem ausgeglichenen Kampf erhielt Gennadi Schatkow einen knappen Punktsieg zugesprochen und stand damit im Endkampf. In diesem traf er auf den Europameister von 1951 Stig Sjölin aus Schweden. Obwohl Sjölin Schatkow gegen Ende des Kampfes einige Male in Verlegenheit brachte, reichte dessen Punktvorsprung aus den beiden ersten Runden aus, um den Sieg zugesprochen zu erhalten. Gennadi Schatkow war damit Europameister 1955 im Mittelgewicht.
1956 qualifizierte sich Gennadi Schatkow durch einen Sieg bei der 1. Spartakiade der Sowjetunion für die Olympischen Spiele in Melbourne. Er war in Melbourne wieder in guter Form und besiegte im Achtelfinale Ralph Hosack aus Kanada nach Punkten, wurde im Viertelfinale Sieger über Giulio Rinaldi aus Italien und besiegte im Halbfinale Víctor Zalazar aus Argentinien durch K. o. in der zweiten Runde. Im Finale traf er auf den überraschend bis in dieses Finale gekommenen Chilenen Ramón Tapia, dem er haushoch überlegen war und den er noch in der ersten Runde k. o. schlug. Er war damit Olympiasieger. In diesem olympischen Turnier zeigte Schatkow die vielleicht besten Kämpfe seiner internationalen Laufbahn.
1957 erlebte Gennadi Schatkow bei der sowjetischen Meisterschaft eine Überraschung. Er war in keiner guten Form und unterlag gegen Askold Lasota aus Moskau im Finale des Mittelgewichtes nach Punkten. Er wurde aber trotzdem bei der Europameisterschaft in Prag eingesetzt, war aber auch dort in einer kaum besseren Verfassung. Ihm gelang zwar im Achtelfinale noch ein Punktsieg über den Bulgaren Topusow, aber er unterlag im Viertelfinale gegen den Jugoslawen Dragoslav Jakovljević, gegen den er sogar zweimal am Boden war und schied ohne Medaille aus.
Im Jahre 1958 wurde Gennadi Schatkow erneut sowjetischer Meister im Mittelgewicht vor Jewgeni Feofanow. Internationale Meisterschaften fanden in jenem Jahre nicht statt. 1959 war er bei der sowjetischen Meisterschaft nicht am Start. Den Titel im Mittelgewicht gewann dort Waleri Popentschenko, der schon bald sein Nachfolger als bester sowjetischer Mittelgewichtler werden sollte. Bei der Europameisterschaft 1959 in Luzern wurde aber wieder Gennadi Schatkow eingesetzt. Er rechtfertigte dieses Vertrauen Tscherbakows auch und gewann mit einem Punktsieg im Finale über den Polen Tadeusz Walasek seinen zweiten Europameistertitel.
Bei der sowjetischen Meisterschaft 1960 schied Gennadi Schatkow schon im Viertelfinale aus, als er gegen Waleri Popentschenko verlor. Sowjetischer Meister im Mittelgewicht wurde aber nicht Popentschenko, sondern Jewgeni Feofanow, der gegen Popentschenko im Halbfinale und gegen Danas Pozniakas im Finale siegte. Im Halbschwergewicht wurde Askold Lasota sowjetischer Meister. Da der sowjetische Cheftrainer Tscherbakow von Lasota bei den Olympischen Spielen in Rom nicht viel erwartete, überredete er Gennadi Schatkow in Rom im Halbschwergewicht anzutreten. Schatkow startete deswegen in Rom im Halbschwergewicht und besiegte in der ersten Turnierrunde den Luxemburger Raymond Cillien sicher nach Punkten. Im Viertelfinale traf er dann auf einen jungen, erst 18 Jahre alten farbigen US-Boxer namens Cassius Clay, von dem man in der sowjetischen Mannschaft nicht viel wusste. Cassius Clay war Gennadi Schatkow durch seine Schnelligkeit und überraschenderweise auch durch sein Selbstbewusstsein überlegen und punktete Schatkow mit 5:0 Richterstimmen aus. Die Wertungen der einzelnen Punktrichter waren dabei 60:57, 60:57, 60:57, 60:59 und 59:56 zugunsten von Clay. Gennadi Schatkow gewann dadurch keine Medaille.
Nach diesen Olympischen Spielen beendete Gennadi Schatkow seine Boxerlaufbahn. Er schloss 1962 sein Jurastudium ab und wurde schon 1964 Pro-Rektor der Universität von Leningrad. Er erhielt auch den Leninorden, die höchste zivile Auszeichnung, die die Sowjetunion vergab. Er blieb dem Boxen aber auch weiterhin verbunden und veröffentlichte insgesamt sieben Bücher, hauptsächlich über sportliche Themen. Die in der Sowjetunion populärsten waren dabei „Der grosse Ring“ (1963), „Harte Runden“ (1979) und „Der junge Boxer“ (1982). Schatkow verstarb nach längerer Krankheit am 14. Januar 2009 in Sankt Petersburg.
Länderkämpfe von Gennadi Schatkow (soweit bekannt)
- 1954 in Sofia, UdSSR gegen Polen, Punktsieger über Zbigniew Piórkowski,
- 1956 in Moskau, UdSSR gegen BRD, Punktsieger über Dieter Wemhöner,
- 1956 in Paris, Frankreich gegen UdSSR, Punktsieger über Rene Cerdan,
- 1958 in Moskau, UdSSR gegen BRD, KO-Sieger 2. Runde über Heinz Madaj,
- 1959 in Glasgow, Schottland gegen UdSSR, Punktsieger über Duggan Holden

Ergebnisse der UdSSR-Meisterschaften von 1953 bis 1960
(1953 Halbmittelgewicht, 1954 bis 1960 Mittelgewicht)
- 1953: 1. Boris Tischin, 2. V. Muraschow, 3. Gennadi Schatkow,
- 1954: 1. G. Tolstikow, 2. Gennadi Schatkow, 3. M. Tschernuka,
- 1955: 1. Gennadi Schatkow, 2. Boris Nazarenko, 3. V. Lukjanow,
- 1956: 1. Gennadi Schatkow, 2. Askold Lasota, 3. Jewgeni Feofanow,
- 1957: 1. Askold Lasota, 2. Gennadi Schatkow, 3. Jewgeni Feofanow,
- 1958: 1. Gennadi Schatkow, 2. Jewgeni Feofanow, 3. R. Sarkisow,
- 1959: 1. Waleri Popentschenko, 2. Jewgeni Feofanow, 3. R. Akopow,
- 1960: 1. Jewgeni Feofanow, 2. Danas Pozniakas, 3. Waleri Popentschenko u. Anatoli Koromyslow